# Morsiglia
Morsiglia (en idioma corso Mursiglia) es una comuna y población de Francia, en la región de Córcega, departamento de Alta Córcega.
Su población en el censo de 1999 era de 123 habitantes.

## Demografía
| 107 | 137 | 125 | 119 | 110 | 123 |
| Para los censos de 1962 a 1999 la población legal corresponde a la población sin duplicidades (Fuente: INSEE [Consultar]) |     |     |     |     |     |

- Datos: Q246440
- Multimedia: Morsiglia / Q246440

1. ↑  Worldpostalcodes.org, código postal n.º 20238.
2. ↑  INSEE, Datos de población para el año 2012 de Morsiglia (en francés).